# Jerzy Wiktor Ruśniaczek
Jerzy Wiktor Ruśniaczek (ur. 20 maja 1930 w Żywcu, zm. 18 kwietnia 1992) – historyk sztuki, konserwator zabytków, aktor, znawca dziejów i kultury Żywiecczyzny.

## Życiorys
W czasach okupacji był gońcem w firmie budowlanej należącej do Niemców. Po II wojnie światowej ukończył edukację w żywieckim gimnazjum. W 1949 uzyskał maturę w Liceum Sztuk Plastycznych w Krakowie. Rozpoczął studia z historii sztuki na Uniwersytecie Jagiellońskim, pierwszy rok spędzając na stypendium w Leningradzie. Po powrocie do Polski podjął też studia z konserwacji malarstwa na krakowskiej ASP. 
Po ukończeniu studiów I stopnia na UJ i przerwaniu studiów na ASP pracował jako aktor w teatrze „Groteska”. W 1954 przeniósł się do Warszawy, gdzie był aktorem w teatrach „Guliwer”, „Artos”, „Komedia" i „Wiercipięta”. Następnie pracował w Stołecznym Biurze Imprez Artystycznych i w Zakładzie Widowisk Estradowych.
W 1983 powrócił do Żywca i znalazł zatrudnienie jako konserwator w Muzeum Miejskim. Jego staraniem otwarto oddział zamiejscowy muzeum w Milówce. Współpracował przy konserwacji dworu w Rychwałdzie. W 1988 został Miejskim Konserwatorem Zabytków. Nadzorował remonty i akcje konserwatorskie m.in. Starego Zamku, dworu w Łodygowicach, żywieckiego parku, cmentarza w Żywcu i pałacu w Rajczy.
Był członkiem Towarzystwa Miłośników Ziemi Żywieckiej i prezesem jego warszawskiego koła w latach 70. Pełnił funkcje członka redakcji czasopisma „Karta Groni” oraz „Gazety Żywieckiej”. Zgromadził znaczny księgozbiór, zbiór dzieł sztuki oraz archiwaliów, które zostały wykupione przez Muzeum w Żywcu.
Został pochowany na cmentarzu w Żywcu.

## Wybrane publikacje
- Żywiecka sztuka ludowa, Warszawa 1978 (wspólnie z M. Meres)[3]
- Wizerunek miasta Żywca, Żywiec 1987[3]
- Jak powstał zamek w Żywcu, „Karta Groni” 1991[3]

## Odznaczenia
- Zasłużony Działacz Kultury (1977)[3]
- Medal Za Zasługi dla Miasta Żywca (1982)[3]
- Medal 40-lecia Polski Ludowej (1985)[3]
- Złota Odznaka za opiekę nad zabytkami (1987)[3]
- Odznaka „Zasłużony dla województwa bielskiego” (1989)[3]